# Кіт Емерсон
Кіт Ноель Емерсон (англ. Keith Noel Emerson; 2 листопада 1944, Тодморден, Західний Йоркшир, Англія — 10 березня 2016, Санта-Моніка, Лос-Анджелес, США) — англійський клавішник і композитор. Найбільш відомий як учасник груп The Nice і Emerson, Lake & Palmer. Поряд із Джоном Лордом і Ріком Уейкманом, визнаний одним із найкращих клавішників в історії рок-музики.

## Біографія
Народився 2 листопада 1944 року в англійському місті Тодморден. У дитинстві вчився грі на піаніно, у юності він захопився джазом. До того часу, як йому виповнилося 14 років, вже був відомий у своєму місті. На Емерсона вплинули джазові музиканти, як-от Фетс Вокер, Оскар Пітерсон, Дейв Брубек, Джек Макдафф, Джон Петтон, а також композитори-класики Йоганн Себастьян Бах, Дмитро Шостакович, Петро Чайковський і Модест Мусоргський.
У травні 1967 року Кіт Емерсон створив гурт The Nice, до складу якого ввійшли басист і вокаліст Лі Джексон, барабанщик Браян Девісон, гітарист Девід О'Ліст. Стиль групи поєднував у собі елементи класики, блюзу, джазу і року. Емерсон остаточно зупинив свій вибір на органі Гаммонда. The Nice випустив кілька альбомів.

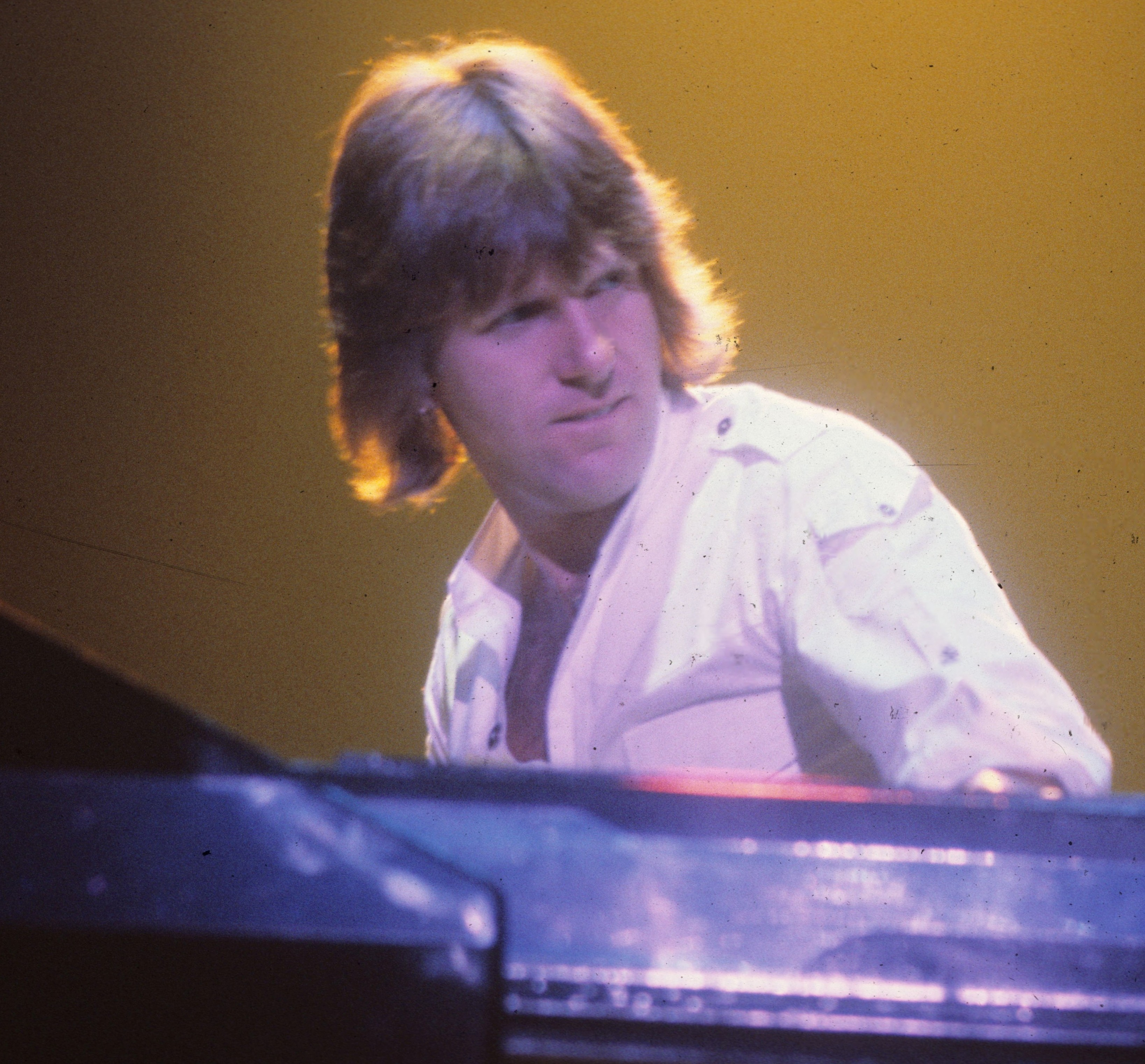
Кіт Емерсон в 1977 році

У 1970 році Кіт Емерсон спільно з Карлом Палмером і Грегом Лейком створює гурт Emerson, Lake & Palmer (ELP). Вони стали популярними після свого дебюту на фестивалі Isle Of Wight Festival, де виступили з рок-адаптацією «Картинок з виставки» Модеста Мусоргського, яка завершувалася пострілом із гармати.
У період 1970—1977 років ELP випустили шість платинових альбомів, зокрема Emerson, Lake & Palmer, Tarkus, Trilogy, Welcome Back My Friends to the Show That Never Ends... Ladies and Gentlemen і Works, Vol. 1. У 1974 році вони виступили на фестивалі California Jam перед аудиторією понад 500 000 глядачів. Пізніше, у 1977 році, ELP здійснив турне із симфонічним оркестром, який виконував Перший фортепіанний концерт Емерсона. Після цього, тріо ELP випустило ще два альбоми, Works, Vol. 2 і Love Beach, і розпалося 1979 року.
Після цього Емерсон продовжив сольну кар'єру, незважаючи на проблеми з нервами правої руки, через які навіть переніс серйозну операцію. Записав кілька платівок із музикою до фільмів. У 2008 році з музикантом Марком Боніллою записав перший з часів ELP студійний сольний альбом, повністю витриманий у стилі ELP, і провів успішне турне на підтримку альбому.
Кіта Емерсона знали як одного з найкращих клавішників ери прогресивного року.

## Смерть
Кіт Емерсон помер у віці 71 рік. Повідомлення про смерть музиканта з'явилось на сторінці гурту Emerson, Lake and Palmer у Facebook. Поліція американського міста Санта-Моніка зазначила, що Кіт Емерсон вистрілив собі в голову.

## Дискографія

### The Nice
- 1967 — The Thoughts of Emerlist Davjack
- 1968 — Ars Longa, Vita Brevis
- 1969 — Nice
- 1970 — Five Bridges
- 1971 — Elegy
- 1972 — Keith Emerson with The Nice
- 1973 — In Memoriam
- 1977 — Greatest Hits
- 1992 — Nice Collection
- 1995 — The Immediate Years (3-CD Boxed Set)
- 1996 — America — The BBC Sessions
- 2004 — Vivacitas (Live in Glasgow 2002)

### Інше
- Emerson, Lake and Powell
- 3: …to the Power of Three

### Emerson, Lake and Palmer
- Emerson, Lake and Palmer
- Tarkus
- Pictures at an Exhibition
- Trilogy
- Brain Salad Surgery
- Welcome Back My Friends, to the Show that Never Ends, Ladies and Gentlemen, Emerson, Lake and Palmer
- Works, Vol. 1
- Works, Vol. 2
- Love Beach
- In Concert
- The Best of Emerson, Lake and Palmer
- Black Moon
- Live at the Royal Albert Hall
- Return of the Manticore
- In the Hot Seat
- Works Live
- Then and Now

### Сольні альбоми
- Honky
- Cream Of Emerson Soup (also known as 'Changing States')
- The Christmas Album
- Inferno
- Nighthawks
- Murderock
- The Best Revenge
- La Chiesa (The Church)
- Harmagedon
- Iron Man (TV)
- Emerson Plays Emerson
- Hammer It Out — The Anthology
- At The Movies
- Off The Shelf
- Keith Emerson Band featuring Marc Bonilla (Aug. 2008)